# 摄政街 (剑桥)

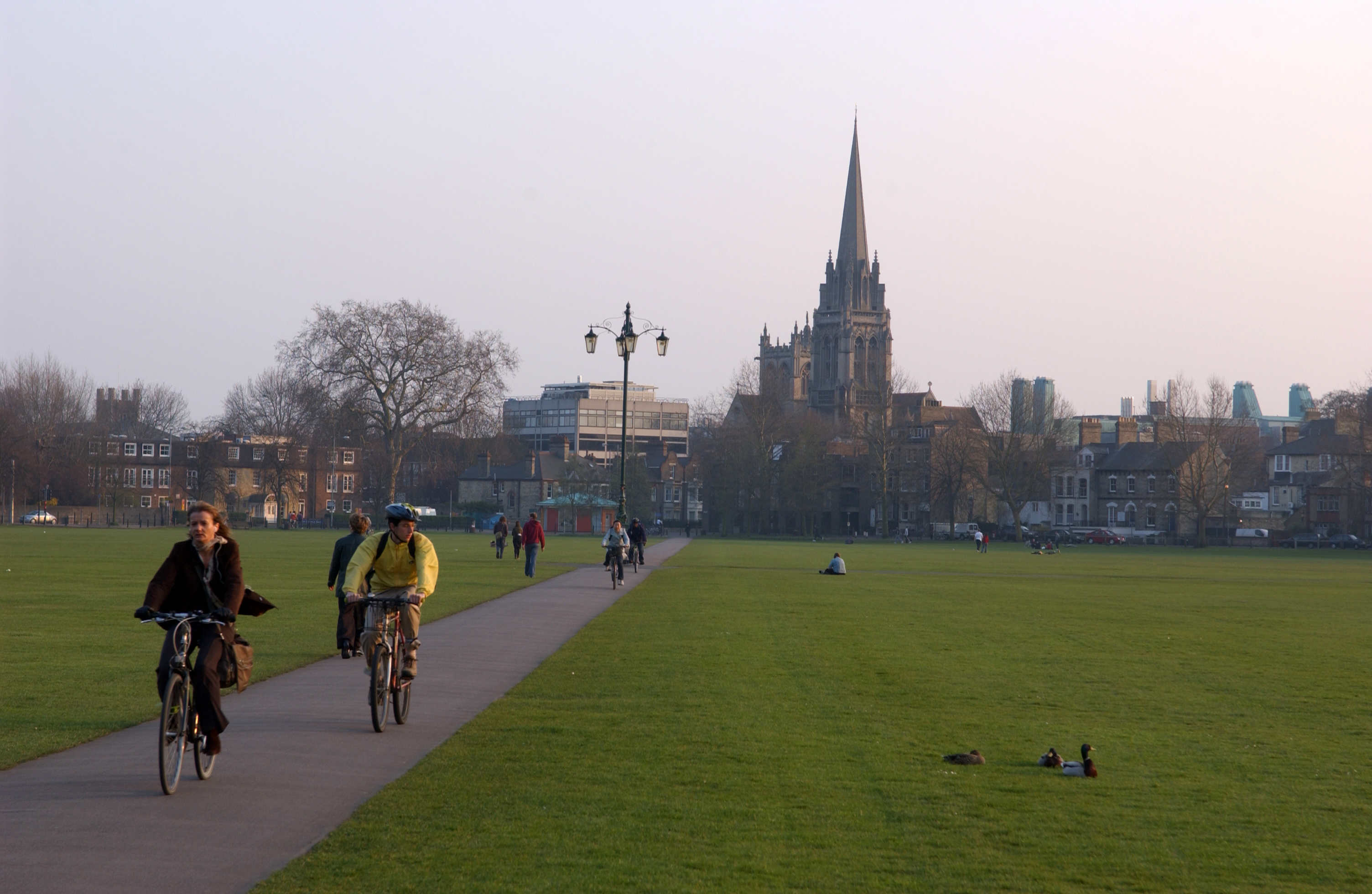
帕克公园

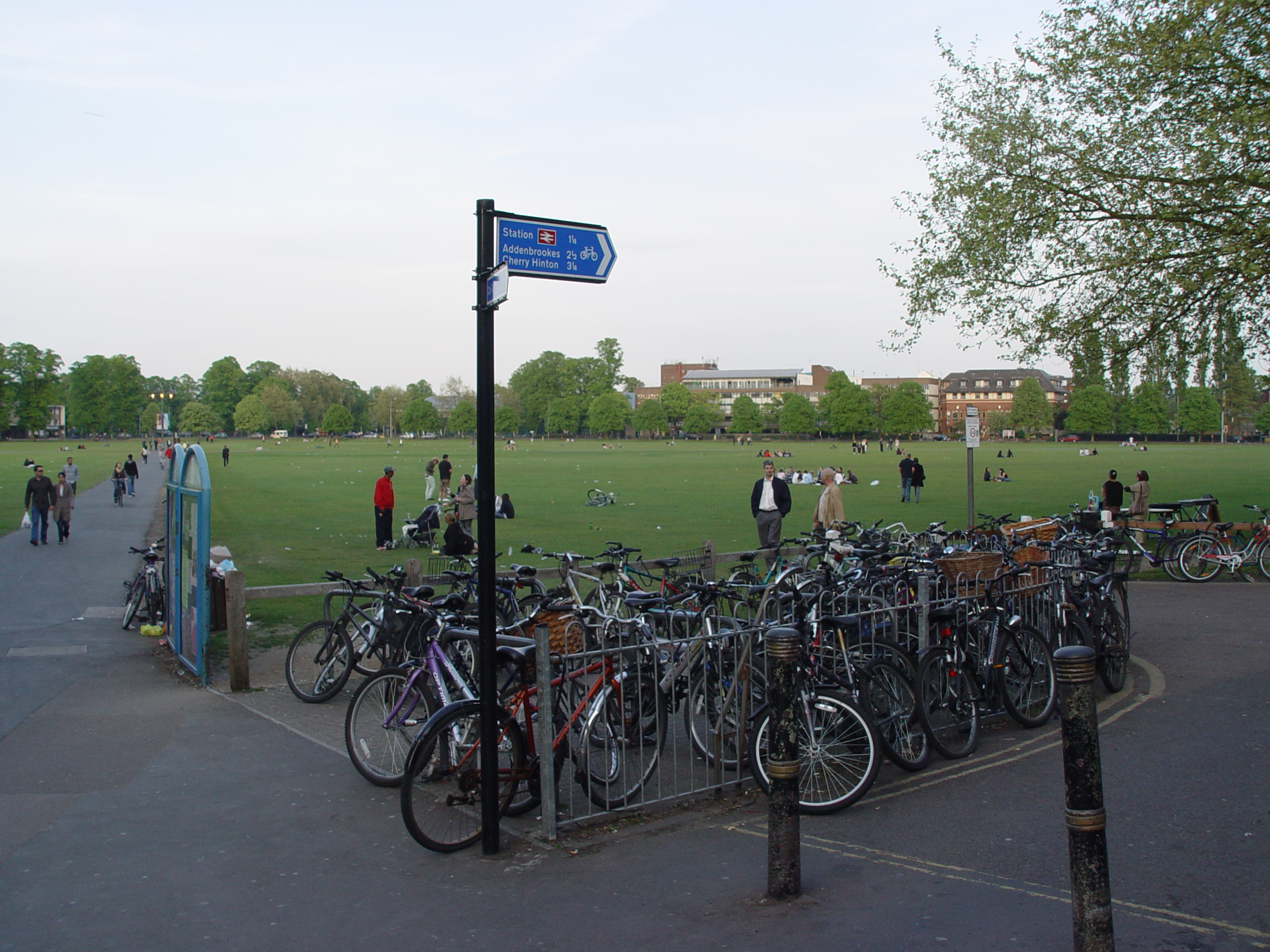
帕克公园

摄政街（Regent Street）是英国剑桥的一条主要街道，位于市中心东南方，西北到公园台（Park Terrace）路口接圣安德鲁街，东南到A603公路（Lensfield Road）、冈维尔坊（Gonville Place）路口接山路（Hills Road）。摄政台（Regent Terrace）与之平行，位于其东北，面临大型的帕克公园。
在街道西南侧的是剑桥大学一个较大的学院，剑桥大学唐宁学院。
1871年，剑桥大学三一学院的亨利·西季威克，以及安妮·克劳夫（剑桥大学纽纳姆学院首任院长）和埃莉诺·贝尔福（西季威克未来的妻子）购买了摄政街74号，以容纳五名女学生。次年，搬迁到王后路默顿府，并于1875年在西季威克大道兴建纽纳姆学院第一座建筑。